# Löyhynsaari
Löyhynsaari är en ö i Finland. Den ligger i sjön Pesäntäjärvi och i kommunen Kouvola i den ekonomiska regionen  Kouvola ekonomiska region  och landskapet Kymmenedalen, i den södra delen av landet, 160 km nordost om huvudstaden Helsingfors. Öns area är 5,4 hektar och dess största längd är 450 meter i öst-västlig riktning.